# David Rodrigo
David Rodrigo (ur. 8 maja 1968)– hiszpański trener piłkarski. Od czerwca 1999 roku do lutego 2010 roku był selekcjonerem reprezentacji Andory.
Wcześniej prowadził drużynę juniorów UE Lleidy oraz pracował w trzecioligowym CD Binefar, z którym wywalczył awans do Segunda División.
Pod jego selekcjonerskim okiem Andora wygrała pierwszy w historii mecz w eliminacjach do mistrzostw świata. W październiku 2004 roku pokonała 1:0 Macedonię.